# The Lounge
The Lounge è un fumetto online creato da Josh Coseco nel giugno 2002, e che ancora oggi è in fase di pubblicazione. Ne esiste esclusivamente la versione originale, in lingua inglese, che esce regolarmente con una tavola al giorno, dal lunedì al venerdì.
La storia ruota intorno alle vicende di un negozio, il The Lounge, che si occupa di vendita di articoli come manga, doujinshi e videogames. Gestito da Italy Ishida, vi lavorano diversi ragazzi che intrecciano le loro storie con quelle del negozio, e dei nemici giurati di Italy e della sua famiglia, i Vilehelm.

## Personaggi principali

### The Lounge

#### Italy Ishida
È la manager del The Lounge, che in realtà appartiene a suo nonno, e protagonista indiscussa del fumetto. Dopo un trauma subito quando era adolescente, e dopo aver terminato bruscamente la sua storia con Alex, per lungo tempo è rimasta da sola. Adesso ha da lungo tempo una relazione omosessuale con Aya.
È insuperabile nei videogames di qualunque genere e tipo, ma soprattutto imbattibile quando gioca a DDR. Ha un amore spassionato per Love Tomorrow Love, una serie shoujo che esiste solo nell'ambito del mondo di The Lounge e che tutti gli altri personaggi non riescono a sopportare, tale addirittura da chiedere a sua nipote Hiromi di disegnare per lei doujinshi a suo piacimento, talvolta di genere hentai. Per via dei suoi capelli rossi, viene spesso soprannominata volpe.

#### Aya Fukuno
È lesbica, e malgrado un tempo fosse la migliore amica di Italy, adesso è la sua amante. Gelosa della sua ragazza, cerca di tenerla lontana soprattutto dalle mire di Raine Vilhelm, con la quale ha un pessimo rapporto. È l'ultima entrata al The Lounge e lavora al secondo piano, dove vende abiti disegnati da lei. Ama fare regali a Italy, soprattutto se si tratta di lingerie.
Aya è il personaggio che modifica colore e taglio di capelli più spesso di tutti quelli che appaiono nel fumetto, e questa sua caratteristica viene spesso sottolineata dall'autore, che ama ironizzare sui cambiamenti di Aya.

#### Max Espinosa
È il braccio destro di Italy, e ha da sempre una cotta incredibile nei suoi confronti. È un ragazzo timido, di chiara origine latinoamericana, e da quando ha capito che Italy è felice con Aya ha iniziato a cercare di dimenticarla, sino a finire per fidanzarsi con Amy, pur senza riuscire a scacciare del tutto ogni rimasuglio di innamoramento per il suo capo.
Ama il riso in modo particolare, ed indossa spesso una maglietta che riporta la scritta Rice King.

#### Jamie Mackenzie
È l'addetta alla sezione doujinshi, nonché la mascotte del The Lounge. È bassa e minuta, e molto spesso ama comportarsi come un gatto, semplicemente miagolando quando è felice oppure preparando veri e propri assalti felini. Tutti la trovano irresistibile per via del suo aspetto, dei suoi atteggiamenti e dei suoi grandi occhi dolci.

##### Wiccan
È il gatto di Jamie, la vera mascotte del The Lounge. Né Italy né Angel vogliono che lei lo porti all'interno del negozio, ma in un modo o nell'altro Jamie riesce sempre a farlo intrufolare e portarlo con sé.

#### Kimmy Mentges
È la partner di Jamie nella sezione doujinshi ed abita con Angel, per la quale sembra avere un'ammirazione che talvolta sembra tendere ad un interesse di tipo romantico.

#### Jerry Fieldsted
È l'addetto al settore arcade. Occupandosi di videogames praticamente tutto il giorno, è l'unico che possa riuscire un minimo a tener testa all'abilità videoludica innata di Italy.

#### Betty Rage
Si occupa della sezione per adulti del negozio, e di recente ha intessuto una relazione con Tobias Ingram.

#### Sirea Jordan
È l'addetta alla caffetteria del negozio.

### Gli Amici

#### Alex Womack
È l'ex ragazzo di Italy. Muscoloso, sicuro di sé e talvolta arrogante, quando si tratta di Italy è capace di ritrovare la gentilezza che c'è in lui, e di esprimersi talvolta persino con gesti teneri. Si fa chiamare Signore dell'Hentai, e più volte ha cercato di sedurre Italy, o di proporre un ménage-à-trois a lei ed Aya. Senza ottenere mai successo.

#### Amy
È la ragazza di Max. Gentile e sincera, è disposta a tutto pur di trattenere il cuore di Max, che tende spesso a volare in direzione di Italy.

### Gli Ishida

#### Kisho Ishida
È il padre di Italy, nonché proprietario del locale. Un tempo gravemente malato, si è ristabilito, ma ha chiuso ogni contatto con sua figlia dopo aver saputo della sua relazione con Amy, che non ha voluto accettare per nessun motivo. È andato a vivere in Giappone, insieme a sua sorella Yumi.

#### Yumi Ishida
Zia di Italy e sorella minore di Kisho, è una donna moderna e dal carattere deciso. Sembra sempre poter fare qualsiasi cosa e non è mai chiaro il genere di lavoro che svolga, il che rende la sua figura misteriosa ed apparentemente capace di tutto. Ha una figlia ormai adolescente, Hiromi, che ha deciso di lasciare per un po' in America quando è ritornata in Giappone con il fratello.

#### Hiromi Ishida
È la cugina giapponese di Italy, figlia della sorella di suo padre. Dopo essere sbarcata in America in compagnia della madre, alla ripartenza di quest'ultima si è stabilita temporaneamente a casa di Angel. Ingenua e timida, presenta il prototipo della ragazzina giapponese. È abilissima nel disegno, e talvolta viene costretta da Italy a disegnare cose che scandalizzano persino lei.
Dopo aver incontrato Alex ha sviluppato nei suoi confronti una cotta che non sembra capace di confessargli.

#### Angel Fox
Zia di Italy poiché sorella minore di sua madre, tecnicamente è il gestore del locale. Ma lascia che sia Italy a disporre ogni cosa, limitando il suo lavoro ai documenti. Attualmente ospita in casa sua Kimmy e si prende cura di Hiromi.
Un tempo era molto innamorata di Kisho Ishida, motivo per cui si è presa cura di lui durante la sua lunga malattia. Si è molto dispiaciuta quando ha visto la reazione omofoba del padre di Italy davanti alla scelta di Aya, ma non è riuscita a ricucire lo strappo fra padre e figlia.

### I Vilehelm

#### Il Signor Vilehelm
Padre di Elsa e Raine, un tempo era il migliore amico del padre di Italy. I due aprirono il The Lounge, ma poi s'innamorarono della stessa donna. Alla fine, il Signor Ishida lo tradì, prendendosi donna e locale, e da quel momento il Signor Vilehelm ha iniziato a odiare lui e, di riflesso, tutti i suoi discendenti. Trasmettendo quest'odio anche alle figlie, con le quali ha un rapporto freddo, e che spesso sprona a fare di tutto per rovinare Italy.

#### Elsa Vilehelm
Ha ereditato dal padre l'odio per la dinastia degli Ishida, ed impiega tutte le sue energie nel tentativo di schiacciare Italy, sino all'ultimo respiro. Ha persino aperto un locale che fa concorrenza al The Lounge, il Reizvoll, nel tentativo di mettere i bastoni fra le ruote al commercio della sua nemica. Dal carattere duro e deciso, spesso si trova a rimproverare la sua sorella minore, Raine, per via del suo interesse nei confronti di Italy. Non è detto che non si nasconda la gelosia dietro i suoi continui rimbrotti, dato che ha con la sorella un rapporto incestuoso.

#### Raine Vilehelm
Sorella minore di Elsa, prova nei confronti di Italy un misto di odio ed attrazione. Al contrario della sorella, i suoi tentativi di irretire Italy sono finalizzati non a distruggerla, bensì a portarla a letto con sé. Ha un pessimo rapporto con Aya, che naturalmente vede come un ostacolo sulla strada che conduce al suo obiettivo. Ha avuto una relazione con Scott Espinosa, il fratello di Max, in seguito terminata.
Dai modi taglienti e suadenti insieme, quella di Raine è la natura di una vera ingannatrice. Forse per via del rapporto che ha con la sorella non ha nessun pudore riguardo al sesso, ed è solita esprimersi in atteggiamenti promiscui, flirtando con chiunque le venga a tiro, purché possa guadagnarci qualcosa.

#### Tobias Ingram
È l'aiutante di Elsa e Raine, e si occupa di tutto quello che gli viene affidato. Di recente ha dato vita ad una relazione segreta con Betty Rage, dell'area adulti del The Lounge.

### La famiglia di Max

#### Il Signor Espinosa
Sudamericano, come suggerisce chiaramente il nome, è il padre di Max.

#### La Signora Espinosa
È la madre di Max, nonché provetta cuoca. Adora Italy, e la invita a casa Espinosa a mangiare il tacchino ad ogni Festa del Ringraziamento.

#### Scott Espinosa
È il fratello maggiore di Max. Arrogante e presuntuoso, ha una relazione molto instabile con Julia Aquino, con la quale si prende e si lascia con estrema facilità. Per qualche periodo è stato insieme a Raine Vilehelm. Italy lo malsopporta, ma nel tempo lui si è messo in testa l'idea di conquistarla, soprattutto per dare una lezione al suo fratello minore e dimostrarsi per l'ennesima volta superiore a lui.

#### Maria Espinosa
È la sorellina di Max, e adora spassionatamente Italy, alla quale chiede sempre di fermarsi a dormire ogni volta che va a trovarli.

#### Julia Aquino
È la ragazza di Scott. Arrogante come lui, vede Italy come una possibile rivale, e per questo motivo la malsopporta, preferendo di solito tenerla lontana da sé.